# Cyrtandra pilosa
Cyrtandra pilosa är en tvåhjärtbladig växtart som beskrevs av Carl Ludwig von Blume. Cyrtandra pilosa ingår i släktet Cyrtandra och familjen Gesneriaceae. Inga underarter finns listade i Catalogue of Life.